# Metelesku blesku
Metelesku blesku je fiktivní rumunská fráze použitá v české filmové komedii Marečku, podejte mi pero! (námět a scénář Ladislav Smoljak, Zdeněk Svěrák, režie Oldřich Lipský, 1976).
Ve scéně, kde dílenský mistr Kroupa (Jiří Sovák) při návštěvě rumunské delegace v továrně na zemědělské stroje odhání podlézavého podřízeného Hujera (Václav Lohniský) slovy „Hujere, jděte si po svejch!“, tlumočník (Jaroslav Vozáb) přeloží tuto větu slovy „Hujer, metelesku blesku!“ (Správný česko-rumunský překlad věty ovšem je: „Hujer, vezi-ți de treaba ta!“.) Předtím v téže scéně přeloží tlumočník tři věty do skutečné rumunštiny:
- Tak vás srdečně, přátelé, vítám u nás v závodě. – „Bine ați venit, dragi prieteni, în uzina noastră.“
- Tohle je náš soudruh náměstek Kalivoda. – „Dânsul este tovarășul director adjunct Kalivoda.“
- Já se jmenuju Kroupa a jsem tady mistrem. – „Eu mă numesc Kroupa și sînt aici maestru.“[3]

Jan Mattuš z Jednoty tlumočníků a překladatelů označil tuto scénu za zřejmě nejznámější tlumočnickou scénu v dějinách české kinematografie.

## Ohlas v jazyce
Spojení „metelesku blesku“, podobně jako mnohé další fráze z tvorby pánů Svěráka a Smoljaka, se stalo velmi známým vlivem popularity filmu. Sousloví je někdy přepisováno i rumunským pravopisem jako metelescu blescu. Novinky.cz rumunský zápis v původních verzích článků dodatečně opravily na český zápis metelesku blesku odpovídající scénáři filmu. Spojení je používáno též ve variantách meteleskublesku, meteleskum bleskum nebo metelescum blescum.
Název a doménové jméno Meteleskublesku.cz má web, který dlouhodobě sbírá hlášky z českých filmů, přičemž čtenáři svými finančními příspěvky mohou ovlivnit, které další filmy budou zpracovány; autorem je Leo Brückner. Jiný web, internetový Magazín Meteleskublesku o informačních technologiích, vydává Radim Fryč, kterého přátelé už desítky let přezdívají Hujer. Web s názvem chs Meteleskum bleskum o své chovatelské stanici provozuje chovatelka psíků Vendula Zíková. Označení meteleskum bleskum nese též jablečný závin.

## Spor oporušení autorských práv
Spojení „metelesku blesku“ se stalo předmětem soudního sporu o porušení duševního vlastnictví, když bylo v roce 2013 použito v kampani před sněmovními volbami v refrénu volební hymny bloku Hlavu vzhůru („metelesku blesku, pojďme pomoct Česku, hlavu vzhůru, přátelé, mějme vize veselé“ na nápěv podobný písni Na tom pražským mostě), jejímž autorem a interpretem byl poslanec Tomáš Úlehla (ODS). Podle Zdeňka Svěráka i přes zlidovění jde stále o duševní vlastnictví. Právní zástupce Zdeňka Svěráka František Vyskočil je si na základě několika judikátů vrchního i nejvyššího soudu prakticky jist, že jedinečné spojení „metelesku blesku“ je autorským dílem a požívá autorskoprávní ochrany. Odškodné se podle něj v podobných případech pohybuje v řádu statisíců, jako tomu bylo v případě sousloví „Upeč třeba …zeď“ použitého Bauhausem. Po autorovi volební písně požadoval, aby tuto píseň nezpíval. Pokud se nepodaří s Tomášem Úlehlou se dohodnout, Zdeněk Svěrák zvažuje, že se obrátí na soud. Případné odškodné Zdeněk Svěrák přislíbil věnovat na dobročinné konto centru Paraple.
Tomáš Úlehla, když byl osočen z porušení autorského práva, o spojení řekl: „Vůbec si nejsem vědom, že by to bylo z nějakého filmu. My to na Moravě používáme jako zaklínadlo, které znamená něco jako mávnutím kouzelného proutku.“ Podle Zdeňka Svěráka může jen málokdo věřit tomu, že by Tomáš Úlehla neznal souvislost tohoto spojení s jeho filmem, a aby někdo neznal dotyčný Svěrákův film, musel by žít v jiné zemi. Na tvrzení Tomáše Úlehly Zdeněk Svěrák reagoval slovy: „Přirovnávat to k moravštině mi přijde směšné.“ Podle Svěrákova právního zástupce Františka Vyskočila je klidně možné, že Úlehla to někde slyšel, nicméně podle Vyskočila není pochyb o tom, že před premiérou filmu v roce 1976 se toto slovní spojení v Československu nevyskytovalo, což podle Vyskočila lze dohledat.

### Etymologie
Metelescu i Blescu jsou reálná rumunská příjmení. Protože většina příjmení vznikala před nějakými pěti a více stovkami let, je podle překladatele Karla Machaly naprosto zřejmé, že pan Svěrák ani žádný jeho kolega tato slova nemohl vymyslet.
Zdeněk Svěrák se k autorství slov i jejich spojení přihlásil slovy: „My jsme s Ladislavem Smoljakem chtěli, aby to znělo jako rumunština. A dali jsme proto dohromady dvě slova – meteleskum od slova metelit a bleskum od slova blesk jako výraz rychlosti.“
K hypotéze, že celou tlumočnickou scénu si vymyslel jako hereckou improvizaci Jaroslav Vozáb, který prý měl velké jazykové znalosti a byl profesionálním překladatelem, se Zdeněk Svěrák vyjádřil, že „Jaroušek [Vozáb] rumunsky neuměl, ale do role se naučil, co potřeboval.“
Objevují se i názory, že se podobné sousloví používalo už před použitím ve filmu. Blogger Petr Fojtík tvrdí, že jeho babička Moravanda ho na přelomu 60. a 70. let naháněla do postele slovy „Meteleskum bleskum, už ať jsi v posteli!“ Též Miroslav Macek tvrdí, že na něj jeho matka sem tam pokřikla „metelesku blesku“ už v dobách těsně poválečných, většinou, když se loudal se smetákem k metení dvorku, a dozajista si ono spojení nevymyslel, takže lze předpokládat, že i Zdeněk Svěrák to někde někdy slyšel a pak použil ve filmu, ač je pochopitelné, že mu mezitím paměť dávno slyšené zastřela. Jana Bobošíková v diskusním pořadu na TV Barrandov řekla: „Mně chodí maily, ve kterých lidé píší, že už jejich maminka jim někdy ve čtyřicátých letech úslovím metelesku blesku třeba říkala, aby zrychlili svoji činnost při zametání dvora například, takže já si opravdu nemyslím, že pan Svěrák je majitelem výrazu metelesku blesku.“
Ústav pro jazyk český ve stanovisku vydaném pro Svěrákova advokáta Františka Vyskočila uvedl, že se toto slovní spojení v kartotečních záznamech lexikálního archivu před rokem 1976 nevyskytuje. František Vyskočil z toho vyvozoval, že je spojení skutečně původní a jedinečné a je zcela vyvráceno tvrzení, že bylo před vznikem filmu součástí české slovní zásoby.

### Další názory
Jana Bobošíková v reakci na obvinění z porušení autorských práv jejím hnutím 3. října 2013 v diskuzním pořadu TV Barrandov Témata Týdne: Rozhodněte volby na dotaz, proč za použití sousloví nezaplatí, řekla: „…no protože si nemyslíme, že pan Svěrák je majitelem duševních práv na výraz meteleskum bleskum, to je výraz z estonštiny, to si může každý najít, jako a nevidím jediný důvod, proč by – proč bychom my měli platit panu Svěrákovi, to bychom taky – by mu občané mohli platit za jméno Humpolec nebo, nevím, za něco takového. To je obecné slovo z estonštiny.“ Redakce IDnes.cz ověřovala toto tvrzení v estonsko-českých slovnících i dotazem na estonského velvyslance v Praze, s negativním výsledkem.
Jiří Čermák, odborník na autorské právo z firmy Baker & McKenzie, se domnívá, že slovní spojení metelesku blesku samo o sobě není autorským dílem, a tudíž není chráněno, avšak vzhledem k předchozímu rozsudku v kauze Bauhaus nevylučuje, že soud bude mít jiný názor.
Poslanec za ODS Boris Šťastný to pro Právo komentoval slovy: „Na Moravě zazpívá kandidát metelesku blesku a Zdeněk Svěrák ho žene k soudu. Pan Svěrák je děsivá sebestředná postava. Hraje si na kulturního dobroděje, ale celý život vlastně koná komerčně neskonale promyšlené činy. Ještěže mi rodiče nedali jméno Kolja, ale Boris. Musel bych se přejmenovat, aby mě kvůli copyrightu neudal.“
Bývalý poslanec za ODS Miroslav Macek tvrdí, že případná Svěrákova žaloba je už za hranicemi chápání zdravého rozumu a Svěrák podlehl akutní blbitidě. Macek upírá Svěrákovi autorství výroku a tvrdí, že sousloví bylo lidově známé už dávno před natočením filmu. Macek projevil připravenost jít o tom proti Svěrákově žalobě svědčit u soudu. Zároveň nepochybuje, že se najde i spousta dalších lidí ochotných k takovém svědectví, ačkoliv styl a obsah kampaně Jany Bobošíkové je mu protivný.

### Výsledek
21. listopadu 2013 média zveřejnila informaci, že Zdeněk Svěrák žalobu nakonec nepodá. Jeho advokát František Vyskočil to zdůvodnil tím, že žalovaná strana by po svém „tragickém výsledku“ ve volbách mohla zaniknout ještě před koncem soudního řízení. Janu Bobošíkovou prý toto sdělení nijak nepřekvapilo, protože celou kauzu považovala od začátku za nesmyslnou. Tomáš Úlehla řekl, že si pana Svěráka váží, ale že jeho právní zástupkyně paní Kubíčková velmi pregnantně odpověděla na dopis advokáta Zdeňka Svěráka a tím logicky pominuly veškeré důvody k dalšímu sporu, ale ještě se chystal poradit se o nárokování náhrady nákladů spojených s jeho právním zastupováním.